# Afrarchaea fisheri
Afrarchaea fisheri là một loài nhện trong họ Archaeidae. Loài này phân bố ở Madagascar.